# Bauer AG

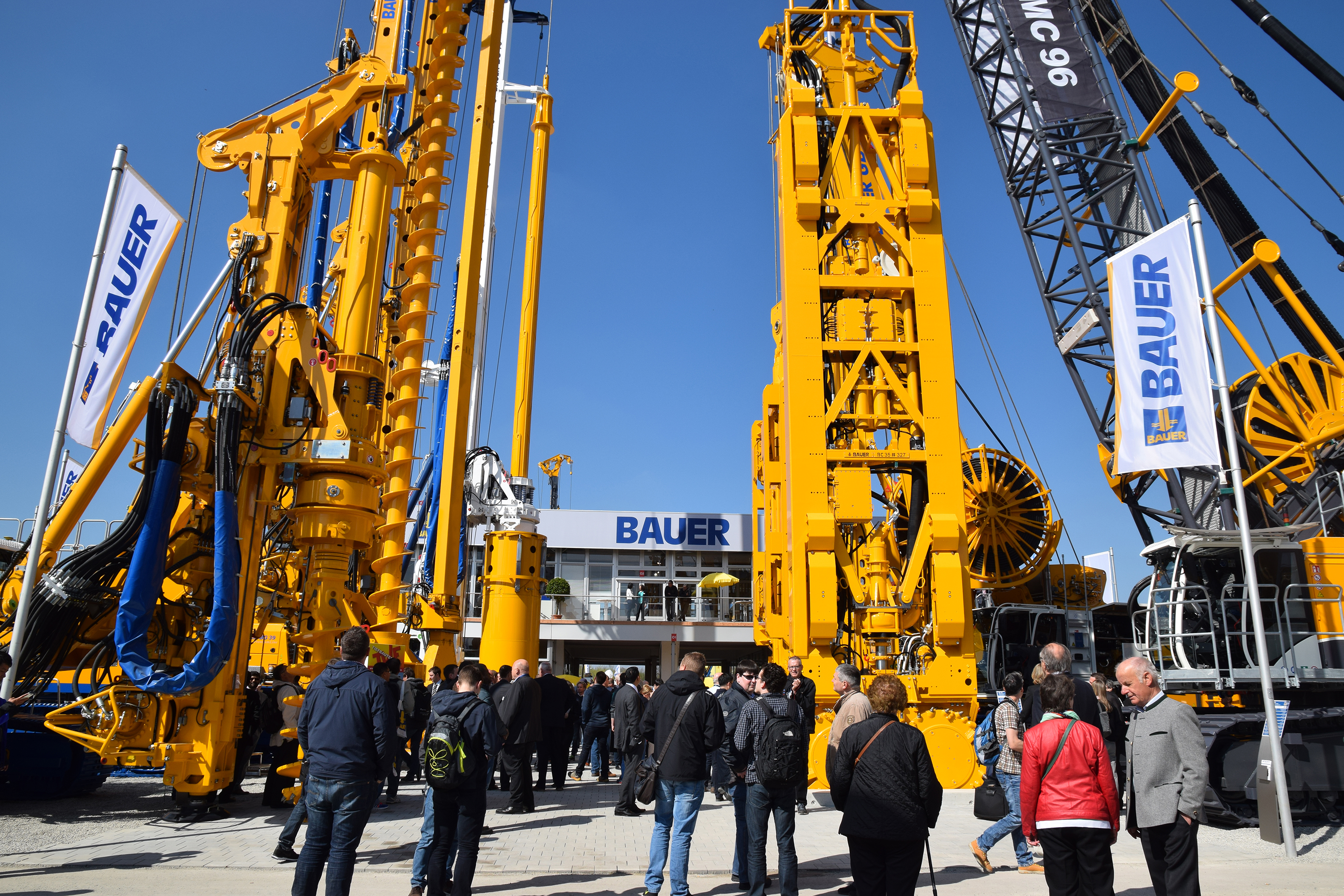
La filial BAUER Maschinen, es uno de los grupos más importantes a nivel mundial especializados en la venta de equipos de construcción. BAUMA (exposición de maquinaria) en Múnich.

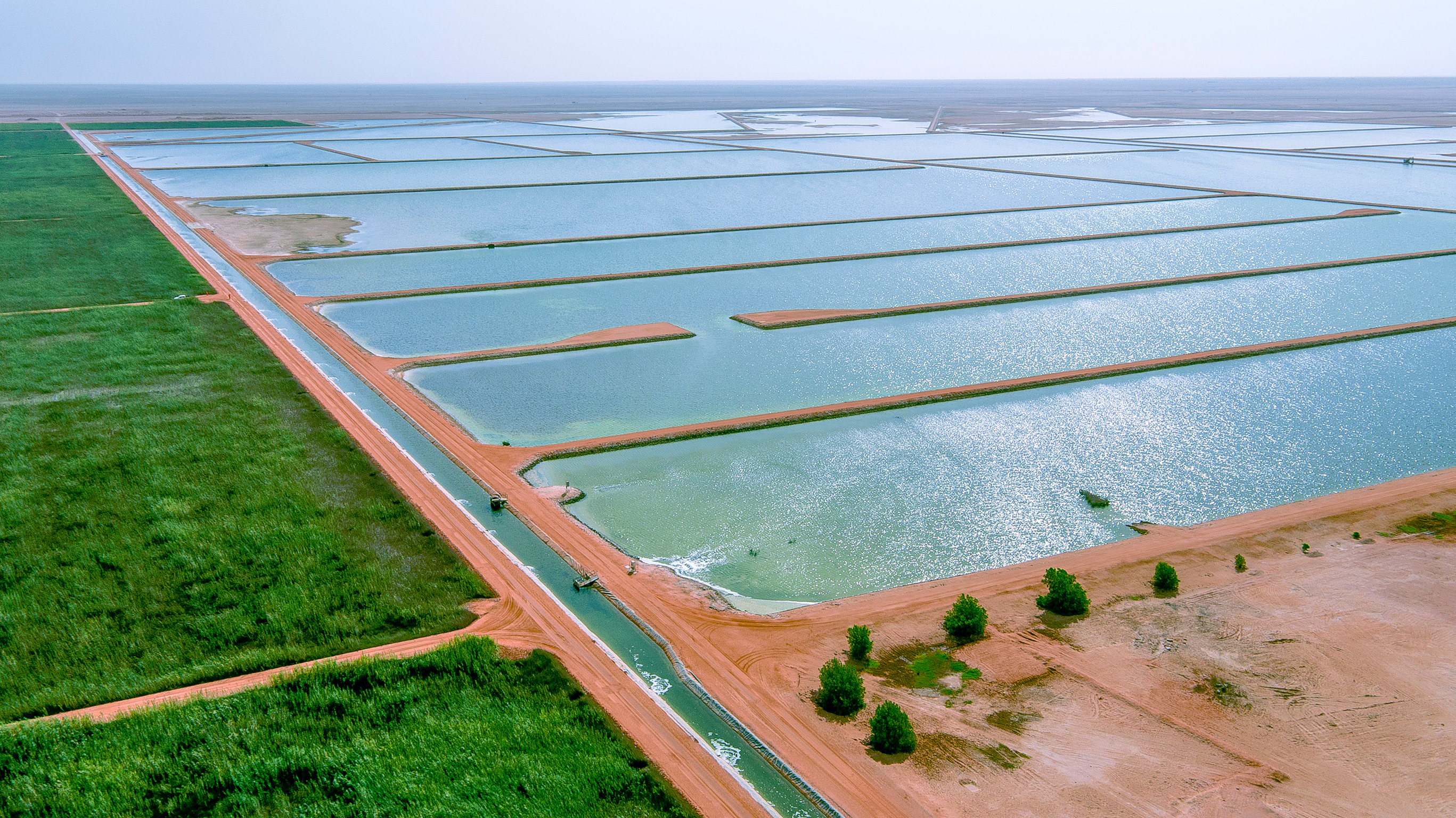
En medio de un paisaje desértico, BAUER Nimr LLC en Omán opera la planta de tratamiento de aguas de lecho de caña natural más grande del mundo.

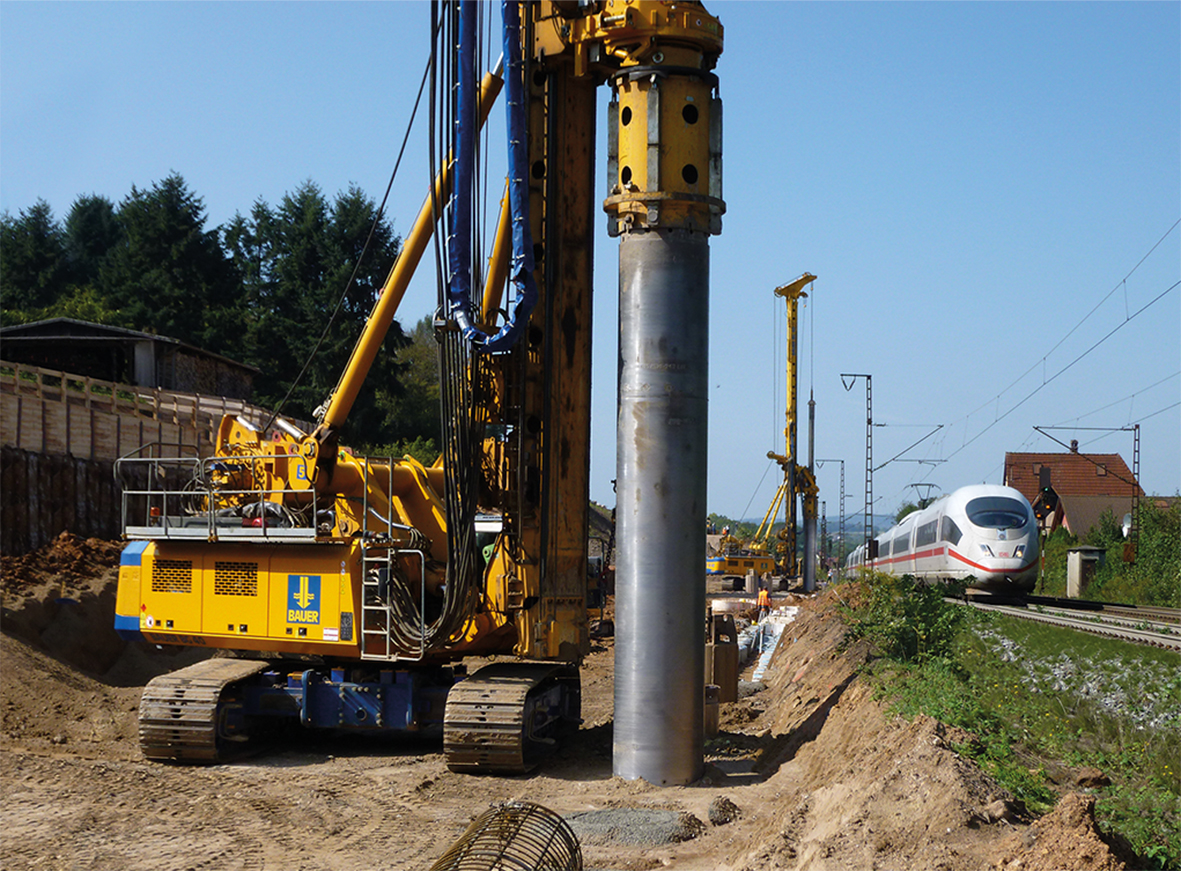
El proyecto ferroviario Schwarzkopf Tunnel bypass en la región de Spessart, es el proyecto de construcción más grande de Alemania.

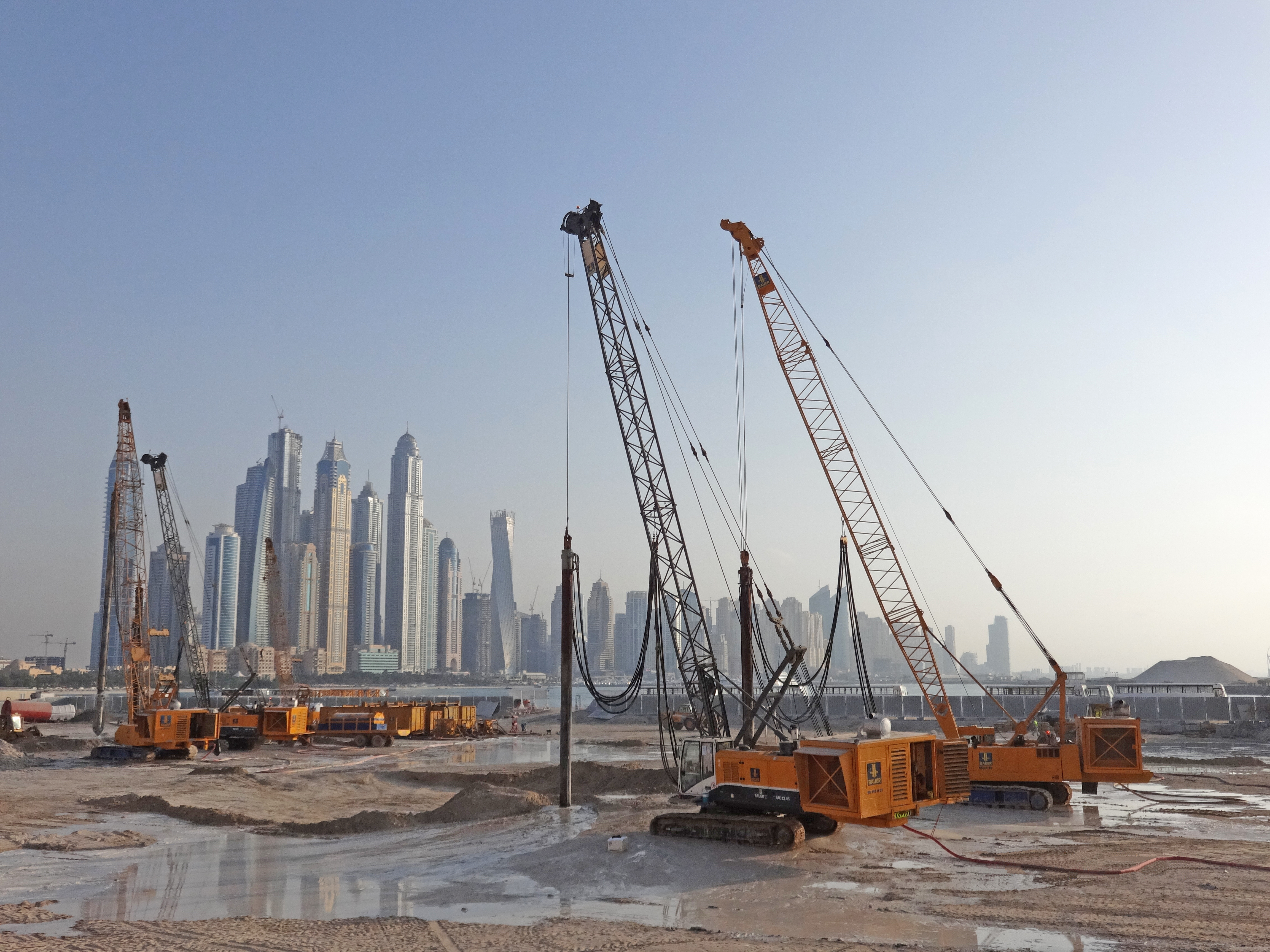
Trabajando en el archipiélago artificial Palm Jumeirah en Dubai, Emiratos Árabes Unidos.

Bauer AG es una empresa de construcción y fabricación de maquinaria listada en la bolsa de valores de Alemania, localizada en la Alta Baviera, Alemania en Schrobenhausen.    
Bauer es un líder en la ejecución de cimentaciones profundas, excavaciones, mejoramiento de suelos, impermeabilización de presas y también en el desarrollo y fabricación de maquinaria relacionada al mercado geotécnico. El Grupo también usa su experiencia en la exploración, minería y resguardo de los recursos naturales. En 2018, el grupo BAUER empleaba a 12,000 personas en alrededor de 70 países y alcanzadó ganancias totales de 1.7 billones de euros.   

## Historia
En 1790, Sebastian Bauer (actuando bajo el nombre de Paur) de Deggendorf, hijo de una familia  trabajadora del cobre en la anterior generación de Osterhofen (Baja Baviera), tomó una tienda de trabajo de cobre en Schrobenhausen.[2] Durante cerca de un siglo, la tienda de trabajo de cobre participó en el establecimiento de fábricas de cervezas, realizó trabajos de techos con cobre y manufacturaba objetos para el uso diario en la casa.    
En 1902, Andreas Bauer taladró un pozo artesiano para la nueva casa de agua de la estación ferroviaria[3] en Schrobenhausen, la cual haría la perforación de pozos un nuevo segmento de negocio de la compañía. Para su hijo Karl Bauer, la construcción del suministrador de agua central para la ciudad de Schrobenhausen en 1928 fue un proyecto clave. Fue con esta referencia que cambió las operaciones hacia aquellos de una compañía de perforación de pozos y pronto se convertiría en un constructor activo de pozos y facilidades de suministro para las ciudades y empresas industriales por toda Baviera.   
Karlheinz Bauer, nació en 1928 y fue accionista de la compañía desde 1953, se convirtió en el único a director administrador en 1956 y cambio las operaciones hacia la especializados en ingeniería de fundaciones. Dos años después seguido de la invención del anclaje de suelo (anclaje de inyección) en el sitio de construcción del edificio Bayerischer Rundfunk en Múnich. La compañía luego aplicó por una patente en el procedimiento de construcción y empezó a comercializarlo internacionalmente. El primer sitio de construcción fuera de territorio nacional fue en Suiza en 1959. El anclaje de suelo fue usado ahí también y así empezó su historia de éxito. En los 60 el procedimiento de construcción era primordialmente usado en la construcción de subterráneos en numerosas ciudades a través de la República Federal de Alemania.     
En 1969, la compañía empezó a diseñar y construir un anillo de perforación con anclaje y haciendo esto tomó su primer paso hacia convertirse en manufacturera de maquinaria. En 1975, la compañía recibió su primer contrato en Libia, Arabia Saudita y en los Emiratos Árabes Unidos. En el periodo subsecuente, Bauer Spezialtiefbau continuó su expansión en actividades de construcción y venta de equipos a más países. Desde mediados de los 80, ha establecido nuevas áreas focales en el lejano Este.  
En 1976, el anillo de perforación rotatorio de trabajo pesado BG 7 fue añadido al portafolio de maquinaria. En las siguientes décadas, el rango de BG se convertiría en el área central de la corporación Bauer Maschinenbau. En 1984, desarrollaría y construiría su propio cortador de trinchera. Dos años después, Thomas Bauer, quien había sido parte de la compañía desde 1984, se hizo el único director administrador.[4] Bajo su liderazgo, la internacionalización del Grupo BAUER en la manufactura de maquinaria y los sectores de ingeniería de fundaciones especializadas tomaron lugar.     
En 1990, la Compañía BAUER y MOURIK Umwelttechnik GmbH fue fundada. Después de 2002, con la adquisición de Filtro FWS und Wassertechnik GmbH, BAUER Umwelt GmbH surgió. En 1992, la Compañía Thuringian Schachtbau Nordhausen GmbH fue adquirida. El año anterior, junto con Schachtbau Nordhausen, la subsidiaria SPESA Spezialgau und Sanierung GmbH fue fundada.   
En 1994, BAUER Aktiengesellschaft fue fundad como una holding, por lo cual Deutsche Beteiligungs AG recibió acciones de BAUER AG debido al incremento de capital en 1996. En 2001, con la reestructuración, el Grupo BAUER fue llevado a la existencia. BAUER Maschinen GmbH con las compañías Klemm Bohrtechnik, MAT Mischanlagentechnik, Eurodrill, TracMec y PILECO, se convirtió en operador independiente en el mercado. El 4 de julio de 2006, BAUER AG se hizo pública. El 20 de abril de 2007, la compañía adquirió la GmbH Alemana de Agua y Energía (GWE) y al hacerlo expandió exitosamente sus actividades comerciales para incluir energía hídrica y geotérmica. La presencia entera de la compañía en el mercado fue reorganizada en tres segmentos principales: construcción, equipo y recursos.   
En los dos años siguientes, las plantas de manufactura de máquinas en Aresing, Nordhausen, Tianjin (China) y Shanghái fueron expandidas y una nueva planta con cerca de 34,000 metros cuadrados de espacio se abrió en Edelshausen así como una nueva planta de manufactura de maquinaria en Conroe (Texas, USA). 
En 2010, la tecnología de corte celebró su 25º aniversario y Bauer Resources completó la planta de purificación más grande del mundo en Omán. Durante el curso de 2012, la compañía superó la marca mundial de 10,000 empleados por primera vez.  
Los contratos para la construcción del que sería el edificio más alto en el mundo (Torre Kingdom) y el edificio más alto de Europa (Centro Lakhta) siguieron, al igual que la finalización de la fundación especializada más grande de la compañía en Alemania hasta la fecha en 2014: el Proyecto ferroviario de túnel Schwarzkopf en Spessart. 
En 2015, Bauer celebró su 225 aniversario y la mayor orden individual de la historia de la compañía se ganó en la forma del proyecto de renovación Kesselgrube en el sector ambiental. En 2017, siguió el contrato para la expansión de la facilidad de purificación basada en plantas que se completó en 2010 en Omán.  
Bauer es el líder del mercado mundial para la fabricación de toda la cartera de maquinaria para la ingeniería de cimientos especializada. La compañía tiene muchos proyectos prestigiosos en su CV, como el Burj Khalifa o el puente Hong Kong-Zhuhai-Macau.

## Estructura del Grupo
El Grupo se divide en tres segmentos: Construcción, Equipos y Recursos. El segmento de la construcción es un especialista en el campo de la ingeniería geotécnica en el mundo, desarrollando proyectos de cimentaciones y excavaciones así como brindando servicios relacionados con la construcción. En su segmento de Equipos, en el que es el líder del mercado mundial, Bauer ofrece una amplia gama de maquinaria, equipos y herramientas para cimentaciones especiales. El segmento de Recursos abarca las operaciones del Grupo en la extracción y producción de materias primas, en tecnología ambiental, en energía geotérmica y también en materiales para perforación de pozos e ingeniería de pozos (incluidas bombas y técnicas de perforación, pantallas y revestimientos).
El Grupo tiene varias filiales, incluida Schachtbau Nordhausen.

## Métodos de construcción especiales
Las empresas del Grupo han sido una importante fuerza impulsora en el desarrollo de diversos métodos de construcción para la ingeniería de cimientos especializados. Los métodos bien conocidos incluyen:  
- Pilotes perforados
- Muros pantalla | Muro diafragma
- Tablestacado
- Técnicas de anclaje
- Vibrocompactación
- Jet Grouting
- Inyecciones
- Mejoramiento de suelos
- Estabilización de suelos CSV
- Mixed-in-place (MIP)
- Cutter soil mixing (método CSM)
- Micropilotes pretensados
- Pilotes dúctiles
- Muros de pilotes